# Hippodrome de Saint-Cloud
Pour les articles homonymes, voir Saint-Cloud (homonymie).
L'hippodrome de Saint-Cloud (ou hippodrome du Val d'Or) se situe au nord-ouest de Saint-Cloud (banlieue de Paris). Inauguré le 15 mars 1901, c'est aujourd'hui un hippodrome de galop, avec une piste de 2 300 m en herbe avec corde à gauche, qui s'étend sur 75 hectares.
Il est partiellement inscrit à l'inventaire des monuments historiques depuis le 6 juin 1986 pour les cinq pavillons de gardien, le manège et l'ancien atelier de la maréchalerie. Par ailleurs, la totalité de l'hippodrome bénéficie de la protection site classé, par décret du 8 juillet 1998.

## Origines de propriété

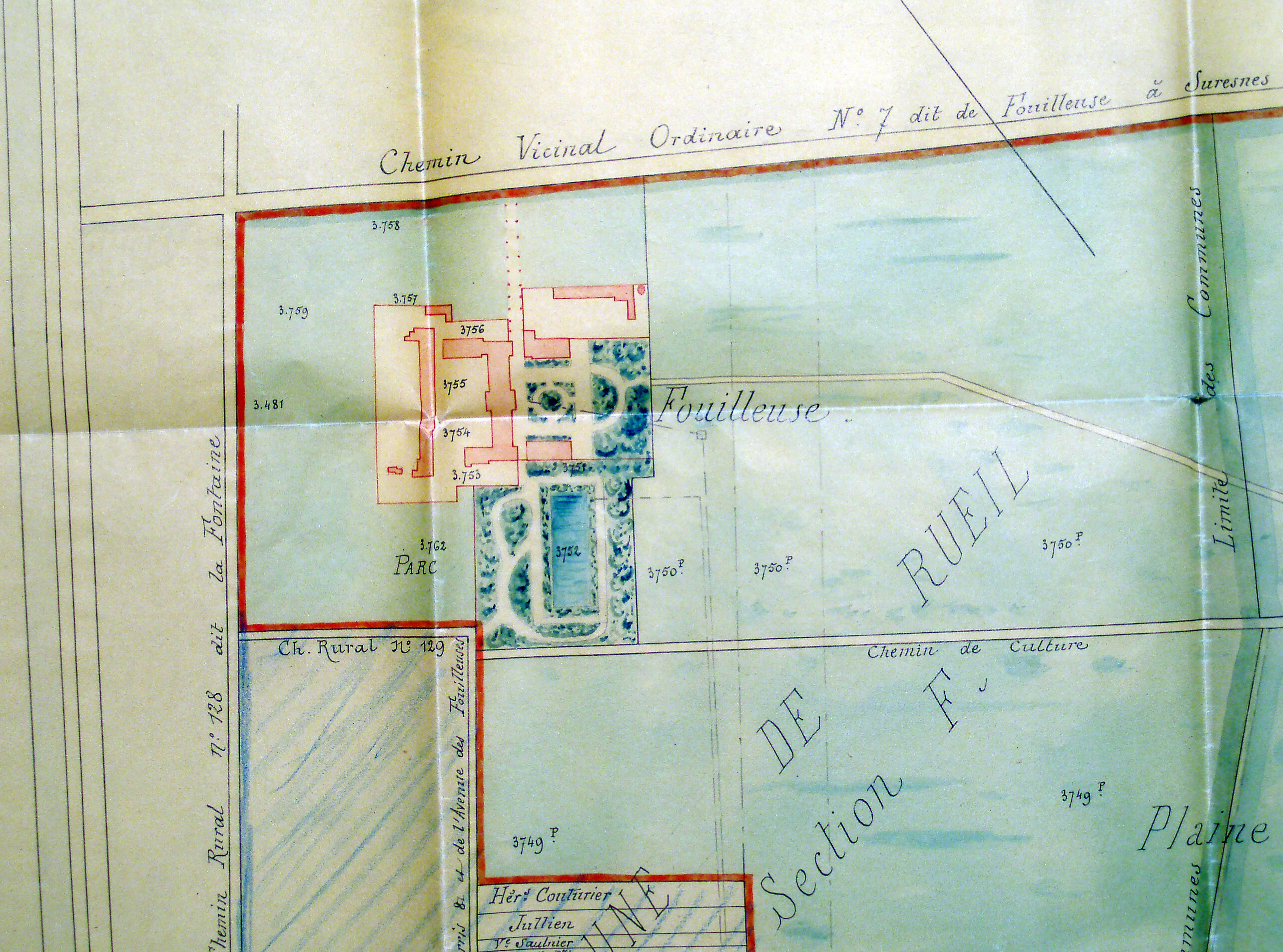
Bâtiments en 1898.

Ancien domaine dont l'origine remonte au IXe siècle, le site accueille à l'origine un vaste champ de betteraves appartenant à l'abbaye de Saint-Denis. De 1855 à 1860, Napoléon III rassemble avec difficulté de nombreuses parcelles et terrains de la plaine de Fouilleuse, en vue de constituer une ferme modèle (méthodes nouvelles, machines innovantes, sélection du bétail) pour le domaine privé de l'Empereur,. Ce domaine s'étend majoritairement à Saint-Cloud alors qu'à l'ouest, il déborde sur le territoire de la commune de Rueil-Malmaison. En 1867, on note le déroulement d'un concours pour la promotion du machinisme agricole. La ferme de Fouilleuse est réunie au domaine de l'État, le 6 septembre 1870. La contenance totale des terrains de la ferme est alors de 77 hectares. Les cultures sont essentiellement céréalières. 
En janvier 1871, la ferme brûle pendant les combats contre les Prussiens. Après de rapides travaux, une colonie pénitentiaire de 45 pupilles s'y établit vers 1872, pour cultiver la terre et former des ouvriers. Quelques années plus tard, elle y accueille, en plus, des jeunes filles mineures et des bâtiments supplémentaires sont construits. Cette colonie cesse toute activité en 1895 et une exploitation agricole reprend la mise en culture des lieux. L'État met le domaine de Fouilleuse et tous ses bâtiments en vente aux enchères publiques. Ceci a lieu le 1er février 1898 et, pour une mise à prix de 620 000 F, le propriétaire-éleveur Edmond Blanc remporte les enchères.

## Le premier hippodrome

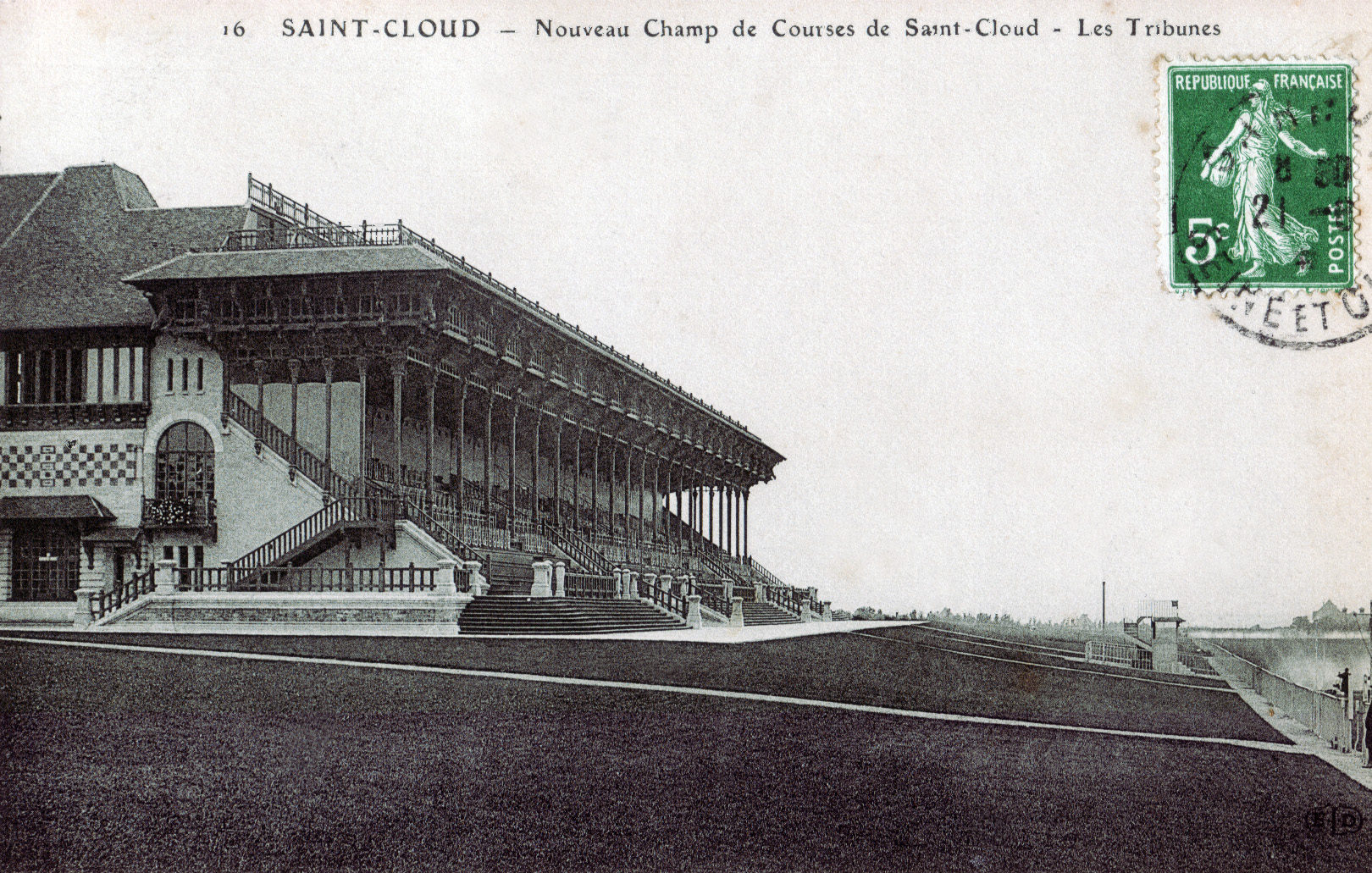
Tribunes vers 1909.

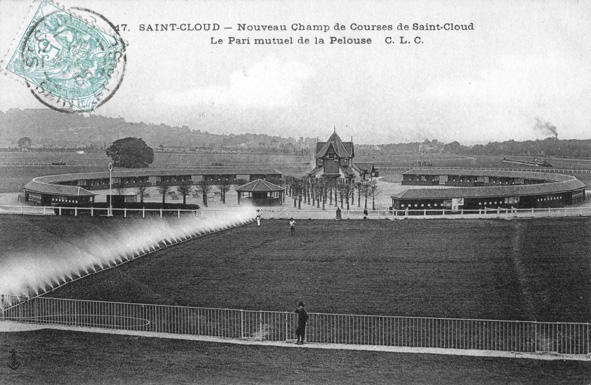
Pelouse et pari mutuel vers 1905.

Edmond Blanc y installe d'abord un jardin exotique puis se convainc qu'un hippodrome pourrait y rencontrer le succès. Dès la fin du printemps 1898, un immense chantier investit les lieux. Les bâtiments inutiles sont détruits, les terres sont engazonnées et de nombreuses constructions démarrent. Ces travaux sont confiés à l'architecte vaucressonnais Léon Berthault, qui insufflera un très élégant style anglo-normand à l'ensemble de ces bâtiments. Edmond Blanc fait l'acquisition de terrains nouveaux pour régulariser les contours de sa propriété. Le domaine passe alors à une superficie de 83 hectares.
Il ne faudra pas moins de trois ans de labeur pour voir l'achèvement de la première tranche. Une tribune monumentale, mais aérienne, est élevée. Des pavillons de pesage, pari-mutuel, répartition, Commissariat de course sont construits. Des jardins fleuris, des arbres et nombreux parterres sont plantés. Des routes nouvelles sont aménagées pour desservir tant l'intérieur que les abords. Les sources environnantes sont captées et l'eau de la Seine est remontée jusqu'aux pelouses, pour assurer une irrigation régulière en toutes circonstances. La location de l'hippodrome est consentie à la Société d'Encouragement pour l'amélioration du Cheval français de demi-sang. Enfin, le « Champ de courses de Saint-Cloud » - dénomination officielle, est inauguré en grande pompe, le 15 mars 1901 ; Vestris remporte le Prix d'ouverture.
Rien n'a été négligé du point de vue de la technique et de la modernité. Les pistes ont 50 mètres de largeur, les lignes droites se raccordent à des tournants de grands rayons, la ligne droite mesure près de 1 000 mètres. Les départs sont donnés au moyen de starting-gates. Un télégraphe est installé sur place, pour retransmettre immédiatement, les résultats des courses. La consécration de cette réalisation arrive lors de visite du roi d'Angleterre Édouard VII le 1er mai 1905. Après avoir reçu les félicitations de son hôte royal sur l'ensemble de son établissement, Edmond Blanc fait remarquer que toutes les constructions étaient de style anglais : « Oui, anglais, répond Sa Majesté, avec son bon sourire, c'est anglais, mais avec beaucoup de goût français »[réf. nécessaire].
La gare du Val d'Or est aménagée afin de permettre aux spectateurs parisiens de se rendre à l'hippodrome depuis la porte Maillot.
Pendant la Première Guerre mondiale, les courses sont annulées. L'hippodrome est réquisitionné pour héberger un hôpital militaire tenu par les Canadiens. Ils y soigneront militaires et civils français pendant toute la durée de la guerre. L'artère qui mène à l'hippodrome porte actuellement le nom de rue du Camp-canadien pour commémorer la participation des Canadiens à l'effort de guerre,.
Les Jeux olympiques d'été de 1924 utilisent les terrains de l'hippodrome pour les épreuves de polo.

## Le centre d'entraînement privé

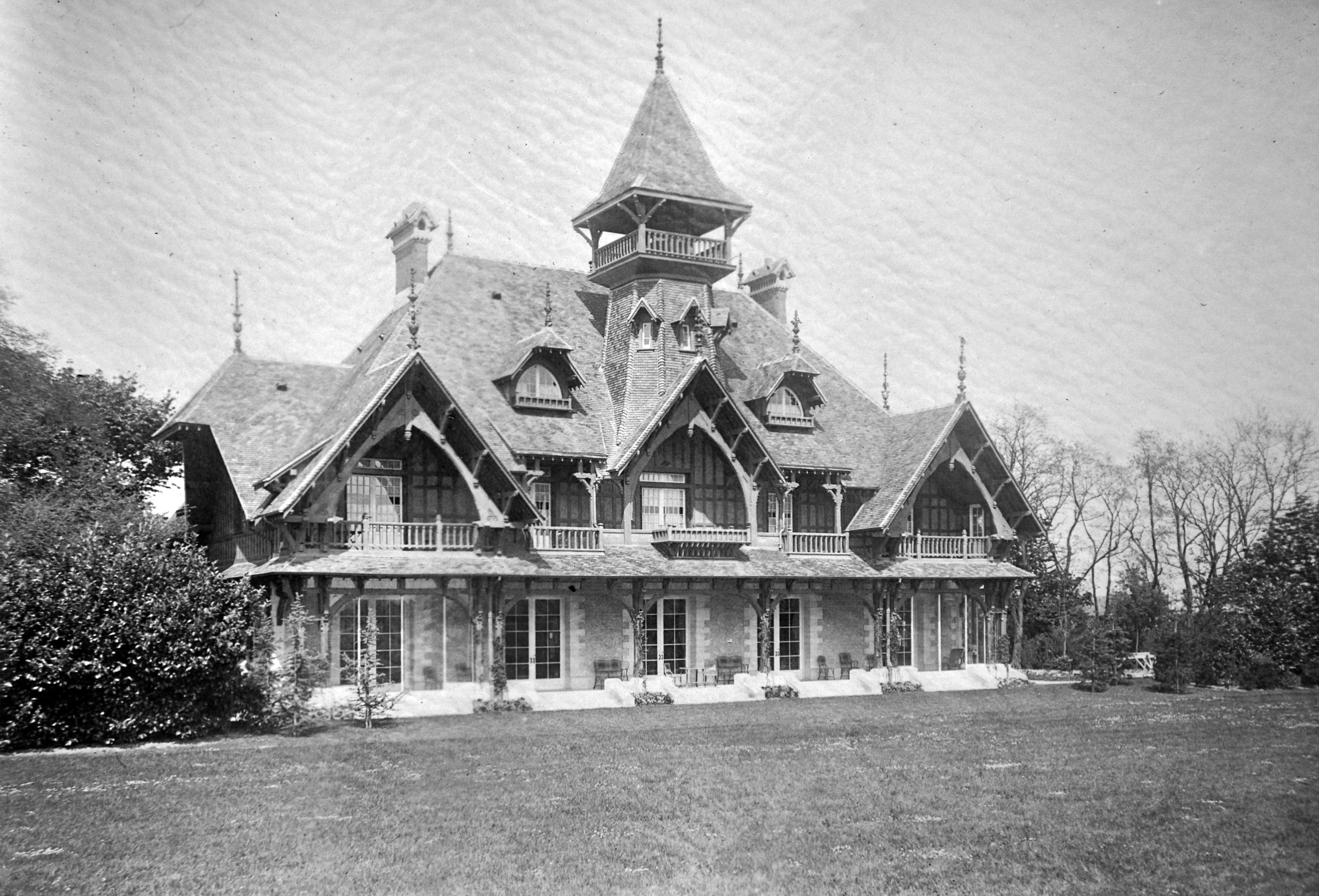
Maison d'Edmond Blanc.

La deuxième et dernière tranche démarre en 1902. Edmond Blanc, qui entraînait ses très nombreux chevaux de course à La Croix-Saint-Ouen (60), souhaitait un lieu plus privé, plus proche de son haras de Jardy et sur gazon. Il entreprend donc la construction d'un vaste centre d'entrainement privé avec tout le confort moderne pour ses chevaux et son personnel. En réutilisant des bâtiments existants et en construisant de nouveaux, il édifie un très vaste complexe, avec de grandes et nombreuses stalles et écuries. On y voit aussi une sellerie, maréchalerie, magasins à fourrage et à grains, salle de douches et infirmerie pour chevaux. Les lads ont leurs réfectoires, dortoirs et salle de jeux. Les autres personnels ont leurs appartements sur place. L'ensemble de ces pavillons forment les trois côtés d'une cour intérieure. Le quatrième côté est fermé par une luxueuse habitation, toujours de style anglo-normand, construite pour l'usage de M. Blanc[réf. nécessaire].

## Le deuxième hippodrome
Pendant la Seconde Guerre mondiale, les courses s'arrêtent à nouveau. Une partie des pelouses est recyclée en jardins potagers, fournissant ainsi à la population locale de précieuses denrées fraîches. Les successeurs d'Edmond Blanc vendent l'hippodrome en 1952 à l'industriel du textile et propriétaire-éleveur Marcel Boussac. Le locataire en place, la Société sportive d'Encouragement, confie en 1954 à l’architecte Eugène Lizero la reconstruction de la tribune, paddock, guichets, stalles et boxes. Seuls le centre d'entraînement et l'habitation du propriétaire sont épargnés ; les bâtiments néo-normands sont rasés. Le nouvel hippodrome de Saint-Cloud, plus fonctionnel que réellement esthétique, est inauguré en février 1955. Il est revendu en 1974 et appartient de nos jours à la société France Galop. Le centre d'entraînement privé et la maison d'Edmond Blanc sont restaurés puis transformés en club sportif privé en 1981, sous le nom de « Paris Country Club ». De nos jours, l'hippodrome de Saint-Cloud accueille également un terrain d'entraînement au golf, lequel se situe au centre des pistes. Il offre ainsi une plus grande utilité, la saison des courses à Saint-Cloud étant courte.

## Courses modernes

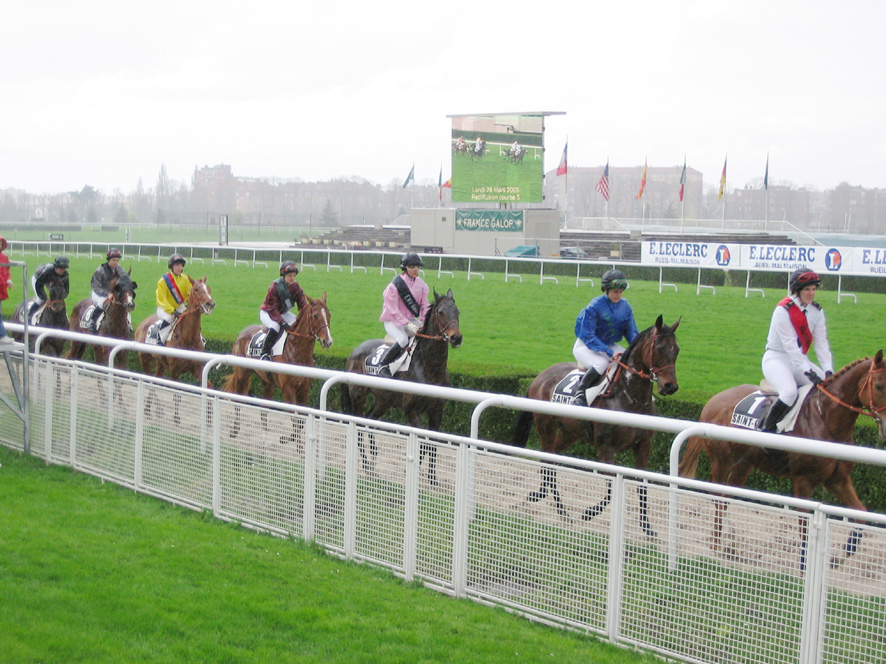
Course en mars 2005.

Trente-deux réunions de courses se déroulent annuellement sur cet hippodrome.
Les deux courses principales sont le Grand Prix de Saint-Cloud, couru fin juin/début juillet et le Critérium de Saint-Cloud, disputé le dernier dimanche d'octobre. En l'honneur de son créateur, un prix Edmond-Blanc (groupe III) est disputé en mars, sur cet hippodrome.

## Projet de destruction de l'hippodrome
En octobre 2014, un document de travail remis au ministère du Logement, de l'Égalité des territoires et de la Ruralité par un comité d'experts préconisait de construire 6 000 logements sociaux sur l'hippodrome de Saint-Cloud dans le cadre d'une opération d'intérêt national (OIN). Le site est pourtant classé depuis 1998 et protégé par le plan local d'urbanisme (PLU) de la ville de Saint-Cloud, qui empêche en théorie les constructions. Le président du conseil général des Hauts-de-Seine a reproduit une fiche de l'Agence foncière technique de la région parisienne (AGTRP) sur son site personnel précisant le projet :
« Ouvrir l'hippodrome, espace vert majeur peu utilisé et très qualitatif des Hauts-de-Seine sur son territoire et au grand public.
Introduire de la mixité au sein d'un territoire très bien desservi.
Engager les discussions avec France Galop pour mettre en place un plan de regroupement des activités des hippodromes de l'ouest parisien.
Permettre la mise en comptabilité des documents d’urbanisme pour réaliser le projet, et obtenir l’accord des monuments historiques. »
En juin 2015, à la suite d'une pétition réunissant plus de 20 000 signatures, le projet de destruction de l'hippodrome au profit de la construction de logements est définitivement écarté.